# Liturgia de São Tiago
A Liturgia de São Tiago é uma forma de liturgia cristã usada por alguns cristãos orientais de rito bizantino e de rito siríaco ocidental. É influenciado pelas tradições do rito da Igreja de Jerusalém, como sugerem as Catequeses Mistagógicas de Cirilo de Jerusalém. Tornou-se difundido na Igreja de Antioquia a partir do século IV ou V, substituindo a antiga Liturgia Basiliana de Antioquia.  Ainda é a liturgia principal da Igreja Ortodoxa Siríaca, da Igreja Síria Ortodoxa Malankara, da Igreja Maronita, da Igreja Católica Siríaca, da Igreja Católica Siro-Malankara e de outras igrejas que empregam o Rito Siríaco Ocidental. Também é usado ocasionalmente na Igreja Ortodoxa Oriental e na Igreja Católica Melquita. 

Linhagens do Rito Siríaco Ocidental.

A liturgia é atribuída ao nome de Tiago, o Justo e patriarca entre os cristãos judeus em Jerusalém.
As liturgias históricas antioquenas são divididas entre os usos alexandrino e capadócio. Entre estas, a Liturgia de São Tiago é uma das liturgias que evoluiu a partir do uso Alexandrino; outros incluem a Anáfora Copta de São Basílio, a Liturgia Bizantina de São Basílio e a Liturgia de São João Crisóstomo.  As liturgias atribuídas a São João Crisóstomo e São Basílio são as mais utilizadas atualmente por todos os cristãos de rito bizantino, incluindo os ortodoxos orientais, os luteranos de rito bizantino, e algumas Igrejas Católicas Orientais.

## Tradição do manuscrito
A sua data de composição ainda é contestada, mas a maioria das autoridades propõe uma data do século IV para a forma conhecida, porque a anáfora parece ter sido desenvolvida a partir de uma antiga forma egípcia da família anafórica basiliana unida à anáfora descrita nos Catecismos de São Cirilo de Jerusalém.  O manuscrito mais antigo é o códice do século IX, Vaticanus graecus 2282, que estava em uso litúrgico em Damasco, na diocese de Antioquia. A única edição crítica é a publicada por Dom B.-Charles Mercier na Patrologia Orientalis, vol. 26 (1950).

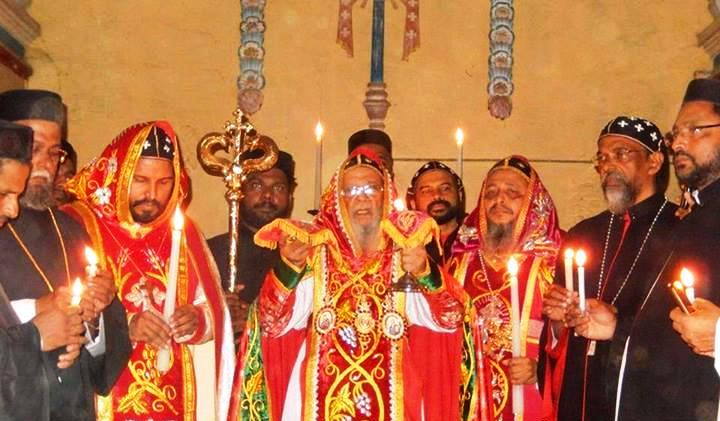
Uma liturgia de Rito Siríaco Ocidental da Igreja Cristã Síria Jacobita segurando paterissa (báculo)

### Ordem da liturgia

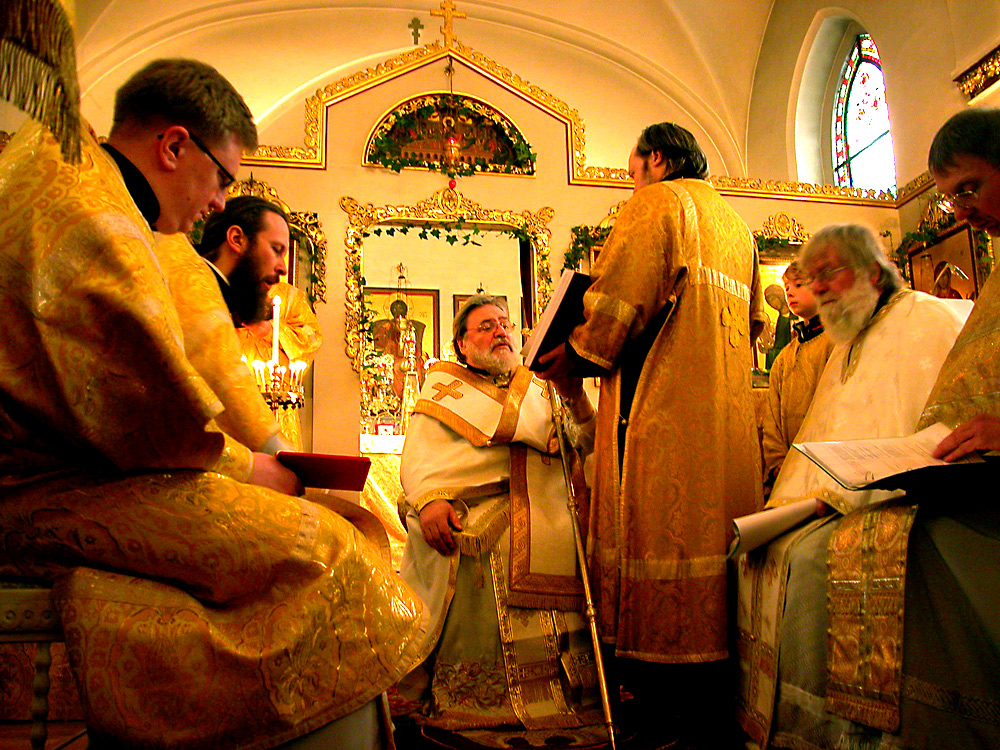
O bispo ortodoxo Longin (Talypin), segurando sua paterissa (báculo), presidindo uma celebração da Liturgia de São Tiago em Düsseldorf, Alemanha.

A Liturgia de São Tiago, o Justo, é o esqueleto de todo o Qurbono Qadisho, com todas as orações antes da anáfora sendo exatamente as mesmas, independentemente da anáfora escolhida. A Liturgia de São Tiago Justo compreende:
1. O primeiro serviço
  1. Prothesis
2. O Segundo Serviço
  1. Leitura dos Livros Sagrados
    1. O Triságio
    2. Antífona antes da Epístola Paulina (Gálatas 1:8-9)
    3. A Epístola de São Paulo
3. O Terceiro Serviço
  1. O Husoyo (Liturgia da Absolvição)
    1. O Proêmio
    2. O Sedro (Oração Principal)
    3. O Etro (oração de fragrância/incenso)
4. A anáfora
  1. O beijo da paz
  2. Oração do véu e colocação das mãos
  3. O Diálogo
  4. Prefácio
  5. Sanctus (Qadish)
  6. Palavras da Instituição
  7. Anamnese
  8. Epiclese
  9. Petições
  10. Fratura
  11. Liturgia do Arrependimento
    1. Oração do Senhor (Abun dbashmayo)

  12. Convite para a Sagrada Comunhão
  13. A Procissão dos Santos Mistérios
  14. Oração de Ação de Graças
  15. A demissão dos fiéis

Nos livros do seminário Patriarcal Sharfet, esta ordem é claramente estrita, sendo a oração do diácono e da congregação a mesma, independentemente da anáfora usada. A única oração que muda quando uma anáfora diferente é usada é a do sacerdote.

### Rubricas

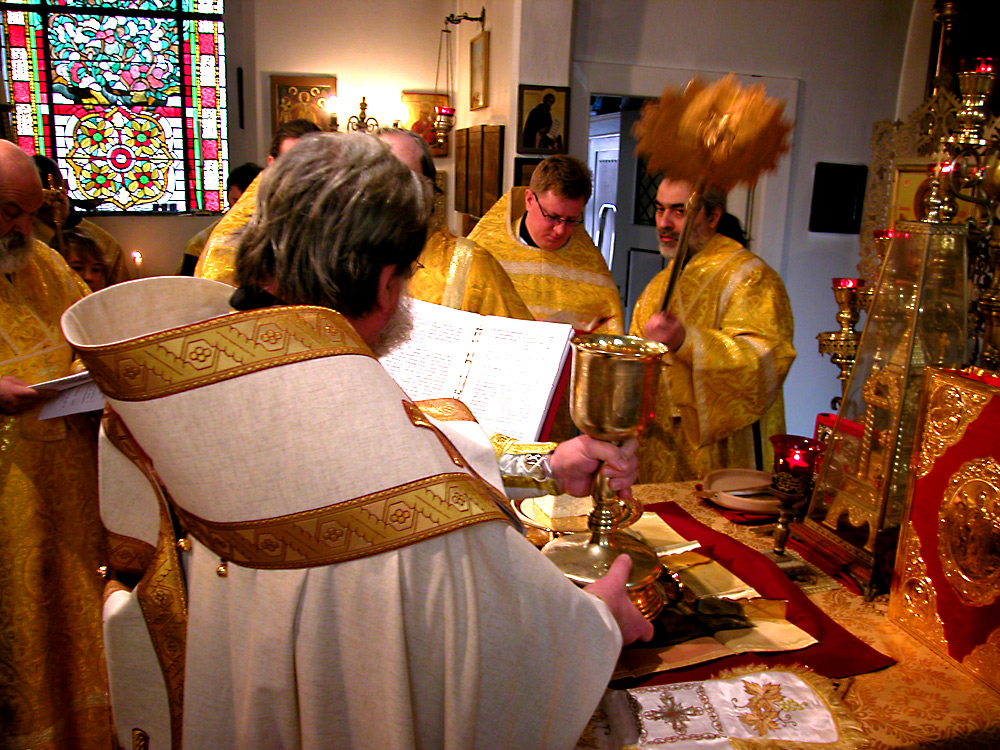
O bispo eleva o cálice enquanto o diácono ventila os Dons com o ripidion.

A Liturgia de São Tiago é comumente celebrada na Festa de São Tiago (25 de julho) e no primeiro domingo depois do Natal, e depois quase exclusivamente  celebrado diariamente em Jerusalém, na Igreja Ortodoxa Oriental. A Liturgia de São Tiago é longa, demorando algumas horas para ser concluída na íntegra. A recitação da Divina Liturgia é realizada de acordo com as rubricas de culto de um determinado Rito, com partes específicas cantadas pelo presidente, pelos leitores, pelo coro e pelos fiéis congregados, em determinados momentos em uníssono. Como outras composições da tradição bizantina, a Divina Liturgia de São Tiago, celebrada em grego, constitui a base da transcrição em inglês.  Na sua forma siríaca, a Liturgia ainda é usada nas Igrejas Siríaca e Indiana - Católica e Ortodoxa - tanto numa tradução Siríaca como em Malayalam e Inglês.
Durante o Ofertório, a partitura  exige um Hino Querubim cantado pelos leitores enquanto o sacerdote traz os presentes para serem consagrados no altar. Na Igreja Católica Latina, esta composição tornou-se popular como um hino separado de adoração ao Santíssimo Sacramento, conhecido em inglês como Let All Mortal Flesh Keep Silence.

## Anotação musical
Os hinógrafos da Igreja primitiva compunham tanto as palavras das orações cantadas como os tons da escala musical a serem cantadas num único códice para uma determinada comunidade. A anotação foi registrada em estreita correspondência com o texto (para exemplos de códices, veja aqueles  compilados pelo Mosteiro Ortodoxo Grego Norte-Americano de Santo Antônio no Arizona) com neumas indicando os tons melódicos e sua duração usados antes da adoção do sistema ocidental de pessoal e escalas foi estabelecido na época medieval. Nas comunidades que adoram em siríaco, os neumas são imagens espelhadas daqueles usados pelas igrejas ortodoxas gregas e eslavas autóctones e escritos e lidos da direita para a esquerda, de acordo com a escrita siríaca dos textos de oração.